# Yves Bazin de Jessey
Pour les articles homonymes, voir Bazin et Jessey.
Yves Bazin de Jessey, dit l'abbé Bazin (25 novembre 1803 à Dinan - 26 janvier 1894 à Paris), est un prêtre jésuite et paléozoologue français, spécialiste du Miocène et des faluns de Bretagne.

## Biographie
Né le 3 frimaire an XII, rue de Cocherel à Dinan, il est le fils ainé du riche armateur Joseph Bazin.
Il est jésuite de 1822 à sa mort, soit pendant 72 ans. Il effectue ses études théologiques chez les Jésuites de Saint-Acheul. Chassé par les Trois Glorieuses, il reçoit l'ordre de se rendre avec d'autres scolastiques de la Compagnie de Jésus à Brigue dans le Valais. Il débute comme professeur, à Bordeaux, de quatrième en 1825-1826, et de troisième en 1826-1827.
 En 1829 il fait partie de la mission envoyée au Portugal et exerce comme professeur de français   et socius du préfet des classes au collège de Coimbra. 

Il est en 1871, l'un des otages de la Commune de Paris et seul rescapé des "Otages" massacrés rue Haxo le 26 mai 1871.

Il est membre de la « Société géologique de France ». 
Il a étudié les faluns de Bretagne. Pour l'étude de ses fossiles, il entretenait des relations suivies avec les meilleurs spécialistes comme Gustave Cotteau, Jacques-Raoul Tournouër, Thomas Davidson, Henri de Raincourt. 
Il visitait souvent les collections de l'Institut catholique de Paris, et comblait toutes les lacunes qu'il y remarquait. Il a donné plusieurs fossiles à cet établissement.
Il meurt le 26 janvier 1894, au 35 rue de Sèvres siège de la compagnie de Jésus, dans le 6è arrondissement de Paris.

## Publications
- « Sur les Échinides du Miocène moyen de la Bretagne », Bulletin de la Société géologique de France, 3e série, t. XII, p. 34-45, pl. 1-3., 1883.